# Kommissar Caïn
Kommissar Caïn, im französischen Original nur Caïn, ist eine französische Krimi-Fernsehserie, die seit 2012 auf France 2 ausgestrahlt wird. Die deutsche Erstausstrahlung war am 12. Februar 2020 beim Sender Super RTL zu sehen. Drehort und Schauplatz ist Marseille.

## Inhalt
Frédéric Caïn ist Polizist im Range eines Capitaines, der seit einem selbstverschuldeten Motorradunfall im Rollstuhl sitzt. Er ist ein zynischer Mensch mit schwarzem Humor, der sich bei seinen Ermittlungen gerne am Rande der Legalität bewegt und mit seiner Art bei vielen Menschen aneckt. Ihm zur Seite steht Leutnant Lucie Delambre. Caïns Privatleben dreht sich um seine Ex-Frau Gaëlle und seinen Sohn Ben.

## Besetzung
- Bruno Debrandt: Frederick Caïn
- Julie Delarme: Lucie Delambre
- Frédéric Pellegeay: Jacques Moretti
- Anne Suarez: Gaëlle
- Smadi Wolfman: Dr. Elizabeth Stunia
- Davy Sanna: Ben

## Rezeption
Die Episoden von Caïn haben in Frankreich regelmäßig drei bis vier Millionen Zuschauer. Im Jahr 2012 erhielt Caïn am Festival des Créations Télévisuelles de Luchon den Preis Pyrénées d’Or für die beste Serie.